# هوبير أوير
هوبير أوير (بالألمانية: Hubert Auer)‏ (19 ديسمبر 1981 بالنمسا - ) هو لاعب كرة قدم نمساوي في مركز حراسة المرمى. لعب مع نادي رييد ونادي غروديغ ونادي كارنتين وBSV Bad Bleiberg ‏ وFC Lustenau 07 ‏.

## وصلات خارجية
- هوبير أوير على موقع قاعدة بيانات كرة القدم.إي يو (الإنجليزية)
- هوبير أوير على موقع بيانات كرة القدم. دي إي (الألمانية)
- هوبير أوير على موقع Soccerway.com (الإنجليزية)
- هوبير أوير على موقع عالم كرة القدم.نت (الإنجليزية)